# نیروی ویژه بریتانیا
نیروی ویژه بریتانیا (انگلیسی: United Kingdom Special Forces) یا نیروهای ویژه بریتانیا، سرویس هوایی ویژه و سرویس دریایی ویژه زیرمجموعه نیروهای مسلح بریتانیا است، که در سال ۱۹۸۷ تأسیس شد.
این نیرو از سرویس هوایی ویژه، سرویس قایق ویژه، هنگ شناسایی ویژه، گروه پشتیبانی نیروهای ویژه، هنگ سیگنال (اطلاعات) و شاخه مشترک هوانوردی نیروهای ویژه تشکیل می‌شود.
طبق قانون آزادی اطلاعات ۲۰۰۰، «نیروهای ویژه» به عنوان «آن دسته از واحدهای نیروهای مسلح سلطنتی است که حفظ قابلیت‌های آنها بر عهده مدیر نیروهای ویژه است یا در حال حاضر تحت فرماندهی عملیاتی آن مدیر هستند» تعریف شده است. تفنگداران دریایی سلطنتی و هنگ تکاور، نیروهایی با قابلیت عملیات ویژه هستند، اما بخشی از این نیرو نیستند.
دولت و وزارت دفاع بریتانیا برخلاف سایر کشورها از جمله ایالات متحده، کانادا و استرالیا، سیاست عدم اظهار نظر در مورد نیروی ویژه را دارند. در سال ۱۹۹۶، پس از انتشار چندین کتاب نوشته شده توسط اعضای سابق ارتش، نیروی ویژه بریتانیا الزامی را وضع کرد که اعضای در حال خدمت را ملزم به امضای قرارداد محرمانگی می‌کرد که آنها را از افشای اطلاعات مادام‌العمر بدون تأیید قبلی وزارت دفاع منع می‌کرد.